# Chang Kai-chen
Chang Kai-Chen (født 13. januar 1991 i Taoyuan) er en kvindelig tennisspiller fra Taiwan. Chang Kai-Chen startede sin karriere i 2006. 
5. juli 2010 opnåede Chang Kai-Chen sin højeste WTA single rangering på verdensranglisten som nummer 82. 